# Nitrato di cadmio
Il nitrato di cadmio è il sale di cadmio dell'acido nitrico.
A temperatura ambiente si presenta come un solido igroscopico, da incolore a bianco, dall'odore tenue di acido nitrico. Può cristallizzare come tetraidrato. È un composto nocivo e pericoloso per l'ambiente.